# Lixia Zhang
Lixia Zhang (en (zh) : 张丽霞), née le 16 juin 1951 à Shanxi, est professeure émérite, sur la chaire Jonathan B. Postel d'informatique à l'Université de Californie à Los Angeles. Elle est spécialiste des réseaux informatiques ; elle a participé notamment à la fondation de l'Internet Engineering Task Force ; elle a conçu le protocole de réservation de ressources ; elle a inventé le terme « middlebox »,  et elle est pionnière dans le développement du Named Data Networking réseaux de données nommés,.

## Biographie
Zhang grandit dans le nord de la Chine, où elle travaille comme conductrice de tracteur dans une ferme lorsque, durant la Révolution culturelle les écoles sont fermées. Elle fréquente l'Université du Heilongjiang (en) de Harbin pendant trois ans, puis retourne travailler en usine pendant deux ans ; elle est choisie par une représentante américaine qui sélectionne quatre étudiantes pour une bourse à l'UCLA. Aux États-Unis, elle obtient une maîtrise en génie électrique en 1981 à l'Université d'État de Californie à Los Angeles et un doctorat au Massachusetts Institute of Technology en 1989, sous la direction de David D. Clark. Elle travaille ensuite comme chercheuse au Palo Alto Research Center, puis elle intègre l'UCLA en 1996.

## Contributions
Zhang est l'une des 21 participantes à la réunion initiale de l'Internet Engineering Task Force en 1986, et de fait la seule femme et la seule étudiante présente à la réunion. À l'IETF, ses premiers travaux portent sur le Routage, alors que les recherches pour se thèse portent sur la Qualité de service. Elle est également membre de l'Internet Architecture Board, de 1994 à 1996, puis de 2005 à 2009.
Un protocole qu'elle conçoit pour modifier les paramètres d'une configuration de réseau expérimentale devient la base du protocole de réservation de ressources. L'article de Zhang sur ce protocole, intitulé  « RSVP: A New Resource ReSerVation Protocol » (avec Steve Deering, Deborah Estrin, Scott Shenker et Daniel Zappala, publié dans IEEE Network 1993) est sélectionné, en 2002, comme l'un des dix articles fondateur, et réimprimé avec commentaires dans le numéro du 50e anniversaire du IEEE Communications Magazine.
En 1999, Zhang introduit le concept de « middlebox » (boîtier intermédiaire) pour désigner un périphérique de réseau informatique qui exécute des fonctions autres que celles d'un routeur de protocole Internet classique. Des exemples de boîtiers intermédiaires sont les pare-feu et les traducteurs d’adresses réseau. Son terme est largement adopté par l’industrie.
Depuis 2010, elle dirige un projet de recherche multi-campus portant sur les réseaux de données nommés.

## Prix et distinctions
- 2006 :  Zhang est membre de l'Association for Computing Machinery et de l'Institute of Electrical and Electronics Engineers, pour ses contributions à l'architecture et aux protocoles de signalisation dans les réseaux à commutation de paquets[11],[12].

- 2009 : lauréate du prix Internet IEEE[13].

- 2012 : nommée professeure Postel[2].

- 2014 : Zhang figure dans les Notable Women in Computing cards[14]. Son image apparaît sur quatre carreaux d'un jeu de cartes représentant 54 femmes remarquables dans le domaine de la technologie.

- 2020 : prix SIGCOMM Lifetime Achievement Award 2020[15]

- 2021 : intronisée au Temple de la renommée d'Internet[16]

- 2025 : élue à la National Academy of Engineering[17]